# 阿夫拉京 (沃洛奇斯克區)
49°40′30″N 26°17′52″E / 49.67500°N 26.29778°E
阿夫拉廷（烏克蘭語：Авратин）是位於烏克蘭西部的村莊，由赫梅利尼茨基州裡赫梅利尼茨基區的沃洛奇斯克市鎮負責管轄。該村始建於1583年，面積1.7平方公里，海拔高度304米，2001年人口628，人口密度每平方公里369.4人。